# Томислав Трпимировић
Томислав (умро 928), био је легендарни кнез средњовековне Хрватске (910—925), за кога се верује да је оснивач и први владар (925—928) Краљевине Хрватске те најмоћнији хрватски владар. О њему постоји изузетно мали број података из примарних историјских извора. Највећи део његовог животописа је из пера хрватских историографа 19. века, који су често били вођени романтичарским и великонационалним идејама.

## Историјски извори
О овом хрватском владару постоје подаци из свега неколико историјских извора:
- у интитулацији папе Јована X намењеног далматинском свештенству, самом Томиславу и српском владару Захумља Михајлу Вишевићу, помиње се као "Тамислао" (лат. Tamislao). Реченица гласи "...док је у покрајини Хрвата и у крајевима Далмације био конзул краљ Томислав." (лат. ...consulatu peragente in provincia Chroatorum et Dalmatiarum finibus Tamislao rege.)[2]
- у писму истога папе такође се наводи "... Томислав, хрватски краљ..." (лат. ...Tamislao, rege Chroatorum...)[2]
- у 13. поглављу дела Историја Салонитанске цркве (лат. Historia Salonitana) Томе Архиђакона пише: "Иван је био надбискуп године Господње деветсто четрнаесте, у доба кнеза Томислава."[3]
- у једном од издања "Летописа Попа Дукљанина" ("Regnum Sclavorum") пише: "За време владавине Томислава угарски краљ по имену Атила покренуо је војску да га нападне. Али краљ Томислав је био храбар младић и снажан ратник и са њим је водио многе битке и увек га је побеђивао и нагонио у бег."[4]

У другим издањима, на истом месту се појављује уместо Томислава, имена: Полислав (...chomu bisse jme Polislavf.), Себијслав (...cha mu ime bisse Sebijslavf...), или на латинском "Sebeslavus rex" и "Thomislavus rex".
Занимљиво је да се ништа о хрватском владару Томиславу не налази у делу "О управљању Царством" (De administrando imperio) Константина Порфирогенита, који опширно пише о Хрватској тога времена, или пак код "оца хрватске историографије", Ивана Лучића, у "Шест књига о краљевству Хрватске и Далмације" (De regno Croatiae et Dalmatiae libri sex) из 1666. године. Иван Лучић је чак сматрао да су списи сплитских сабора фалсификати. Такође, Томислава није поменуо ни хрватски хроничар Иван Томашић век раније, у свом делу "Chronicon breve regni Croatiae". У бити, Тома Архиђакон је први хроничар који помиње краља Томислава и сведочи да је за његова живота (1200—1268) постојало "нејасно, слабо сећање и знање о збивањима у 10. столећу." Исти хроничар тврди да су тек Држислав и његови наследници називани краљевима Хрватске и Далмације. Популаризацији Томислава као великог хрватског средњовековног владара, допринео је у 19. веку хрватски историчар Вјекослав Клаић у часопису "Хрватска липа" (чланак "Томислав, први краљ хрватски", Хрватска липа, бр. 21, год. I, 23. V (1875). стр. 170–172), "што је био незаобилазан фактор у процесу настајања хрватске националне свести." 

## Владање
Иако је претходно наведено да нема поузданих података о Томиславовој владавини или да су веома оскудни, хрватска историографија сматра да је он током своје владавине проширио свој посед и на део Панонске кнежевине, чиме је створио јединствену хрватску државу коју је уздигао на ранг краљевине. Такав поглед углавном су прихватили и у својим делима навели многи домаћи и светски историчари, али без икаквих доказа из примарних историјских извора о његовом владању на просторима данашње Славоније.
Према писању Порфирогенита у 32. глави ДАИ, испред  бугарског напада 924. године, не упуштајући се у борбу, кнез Захарија Прибислављевић праћен од дела Срба побегао је у Хрватску. Због тога уследио је напад војске бугарског цара Симеона Великог (893—927), а хрватска историографија сматра да је нападнут управо краљ Томислав и да се то догодило негде на простору данашње Босне и Херцеговине, о чему такође нема никаквих података. У време Захаријиног бега у Хрватску око 924. године, забележен је нагли успон хрватске државе, а обично се наводило да је Константин VII Порфирогенит у 31. глави ДАИ писао да се у Хрватској налазила војска величине до 60 хиљада коњаника и до 100 хиљада пешака, али постоји могућност да је превод погрешан и да у Де администрандо империо пише до 3.000 коњаника и до 40.000 пешадинаца који су се "уливали и ширили" (ἐκβάλλει) Крштеном Хрватском. Према 31. глави ДАИ, Када је Симеонова војска напала Хрватску, уследио је и потпуни пораз Бугара, а сасвим је рационално ово нагло јачање хрватске државе око 925. године, и потпуни пораз Бугара 926. или почетком 927. године, приписати Захарији и његовим одбеглим војницима.
Према тврдњама уваженог хрватског историчара Иве Голдштајна, на темељу многих посредних и прилично непоузданих података, Иван Кукуљевић је настојао да створи утисак како је хрватска држава ојачала баш у време Томислава, те је њене границе "размакнуо до Драве и Дунава". Надаље, хрватска историографија сматра да је Томислав на великим црквенонародним саборима у Сплиту подржао латинско свештенство, сплитску надбискупију и укидање словенског богослужења, чиме је противно залагањима нинског бискупа Гргура и међу Хрватима укинуто богослужење на словенском језику. На тим саборима, као што је претходно наведено, поред Томислава је учествовао као представник захумских Срба, Михајло Вишевић, што су неки тумачили његовим вазалним односом према Томиславу, иако о томе нема потврде у историјским изворима. Премда је тешко дати реалну слику обима и снаге Томиславове државе услед шкртости података о том времену, ипак се из успешних борби са Симеоном, који је у то доба био најмоћнији владар на Балканском полуострву, као и помињања војне силе којом је она располагала у спису О управљању Царством византијског цара Константина Порфирогенита (913—959), може закључити да је она у његово време била значајан војни фактор у том делу Европе.

## Популарна представа
Као што је већ претходно речено, популаризацији Томислава у хрватском народу допринели су романтичарски и родољубиво настројени хрватски историографи у 19. веку, пре свега Фрањо Рачки, Иван Кукуљевић, Вјекослав Клаић, Тадија Смичиклас и други. Тако Вјекослав Клаић у својој "Повијести Хрвата" није зазирао чак ни да у то дело уврсти приче и легенде о томе како је "по свој прилици била прослављена крунидба краља Томислава на Дувањнском пољу." Нешто доцније, у Томиславову част, град Дувно у Босни и Херцеговини преименован је у Томиславград, пошто се у романтичарској традицији сматрало да је у његовој близини овенчан за краља, иако о томе нема потврде у историјским изворима.